# Heidelberg Laureate Forum
Pour les articles homonymes, voir HLF.
Le Heidelberg Laureate Forum (HLF) est un lieu de rencontre entre de jeunes mathématiciens et informaticiens d'une part, et des scientifiques de premier plan dans ces domaines d'autre part, .

## Principe
Les scientifiques sont lauréats de prix scientifiques les plus prestigieux : prix Abel, médaille Fields, prix Nevanlinna, prix Turing et, à partir de 2017, également prix ACM en informatique (anciennement prix ACM-Fondation Infosys en informatique). Environ 200 « jeunes chercheurs » sont invités à se joindre à eux : ce sont des étudiants en fin d'études (maîtrise ou en thèse) et aussi des post-docs, pouvant venir du monde entier. Durant une semaine, au mois de septembre, ils se réunissent autour d'exposés formels, des tables rondes, ateliers, mais également des excursions dans les environs et autres activités sociales. L'idée est de motiver les « chefs de file de la prochaine génération » par leur interaction individuelle avec les leaders actuels et d'encourager ainsi leur propre développement. Bien entendu, l'inspiration va en général dans les deux sens : les jeunes gens peuvent aussi impressionner les aînés.

## Mode de sélection
Les jeunes chercheurs sont sélectionnés parmi les candidats venant de toutes les parties du monde par des comités internationaux coordonnées par le comité scientifique du HLF. Certains des participants sont mis en nomination par des organisations nationales, mais la plupart candidatent de leur propre initiative. Cette opportunité, encore trop méconnue, fait l'objet de publicités, notamment de l'Union mathématique internationale et du CNRS.

## Historique de la création
Le Heidelberg Laureate Forum a été créé sur l'initiative de la fondation Klaus Tschira, en coopération avec les organismes qui décernent les prix, à savoir la Académie norvégienne des sciences et des lettres (pour le prix Abel), l'Union mathématique internationale (pour la médaille Fields), l'Association for Computing Machinery (pour le prix Turing), ainsi que les centres de recherche Institut de recherches mathématiques d'Oberwolfach et Leibniz-Zentrum für Informatik de Dagstuhl. Parmi les partenaires coopérant figure aussi le Lindau Nobel Laureate Meetings qui ont une longue expérience d'organisation de rencontres similaires où les lauréats du prix Nobel rencontrent des jeunes chercheurs. En ce sens, le HLF étend ce genre de rencontres à deux disciplines qui ne sont pas couronnées par des prix Nobel. 
La série des Heidelberg Laureate Forum a commencé en 2013. Initialement prévue pour une durée de cinq ans, elle a été transformée en une action permanente, et les forums sont planifiés jusqu'en 2022. 

## Lauréats participants

### 2013
La première rencontre a réuni 38 lauréats : 
- Michael Francis Atiyah (prix Abel 2004 / médaille Fields 1966)
- Charles William Bachman (prix Turing 1973)
- Manuel Blum (prix Turing 1995)
- Frederick Brooks (prix Turing 1999)
- Vinton Gray Cerf (prix Turing 2004)
- Edmund Melson Clarke (prix Turing 2007)
- Stephen A. Cook (prix Turing 1982)
- Fernando J. Corbato (prix Turing 1990)
- Gerd Faltings médaille Fields 1986)
- Edward A. Feigenbaum (prix Turing 1994)
- Shafrira Goldwasser (prix Turing 2012)
- Juris Hartmanis (prix Turing 1993)
- John E. Hopcroft (prix Turing 1986)
- William Morton Kahan (prix Turing 1989)
- Richard Manning Karp (prix Turing 1985)
- Alan Kay (prix Turing 2003)
- Butler W. Lampson (prix Turing 1992)
- Curtis T. McMullen (médaille Fields 1998)
- Silvio Micali (prix Turing 2012)
- Michael O. Rabin (prix Turing 1976)
- Dabbala Rajagopal Reddy (prix Turing 1994)
- Ronald L. Rivest (prix Turing 2002)
- Dana S. Scott (prix Turing 1976)
- Adi Shamir (prix Turing 2002)
- Joseph Sifakis (prix Turing 2007)
- Stephen Smale (médaille Fields 1966)
- Richard Edwin Stearns (prix Turing 1993)
- Madhu Sudan (prix Nevanlinna 2002)
- Ivan Sutherland (prix Turing 1988)
- Endre Szemerédi (prix Abel 2012)
- Robert Endre Tarjan (prix Turing 1986 / prix Nevanlinna 1982)
- Charles P. Thacker (prix Turing 2009)
- Leslie Valiant (prix Turing 2010 / prix Nevanlinna 1986)
- Srinivasa Varadhan (prix Abel 2007)
- Cédric Villani (médaille Fields 2010)
- Vladimir Voevodsky (médaille Fields 2002)
- Avi Wigderson (prix Nevanlinna 1994)
- Efim Zelmanov (médaille Fields 1994)

### 2014
Parmi les 24 lauréats qui ont participé aux rencontres 2014, on retrouve une bonne dizaine (Atiyah, Blum, Cerf, Cook, Faltings, Hopcroft, Kahan, Tarjan, Sifakis, Stearns, Sutherland, Varadhan, Voevodsky, Zelmanov) qui ont déjà assisté à la réunion précédente. Le participants sont : 
- Michael Francis Atiyah
- Manjul Bhargava (médaille Fields 2014)
- Manuel Blum
- Vinton Gray Cerf
- Stephen A. Cook
- Gerd Faltings
- John E. Hopcroft
- Ngô Bảo Châumédaille Fields 2010)
- Martin Hairer (médaille Fields 2014)
- William Morton Kahan
- Leslie Lamport (prix Turing 2013)
- Peter Naur (prix Turing 2005)
- Shigefumi Mori (médaille Fields 1990)
- Joseph Sifakis
- Daniel Spielman (prix Nevanlinna 2010)
- Richard Edwin Stearns
- Ivan Sutherland
- Robert Endre Tarjan
- John Torrence Tate (prix Abel 2010)
- Srinivasa Varadhan
- Jean-Christophe Yoccoz (médaille Fields 1994)
- Vladimir Voevodsky
- Wendelin Werner (médaille Fields 2006)
- Efim Zelmanov

### 2015
Parmi les participants de cette année, il y a des nouveaux (Adleman, Hoare, Nirenberg, Yao) ; les participants sont :
- Leonard Max Adleman (prix Turing 2002)
- Michael Francis Atiyah
- Manuel Blum
- Frederick Brooks
- Vinton Gray Cerf
- Edmund Melson Clarke
- Stephen A. Cook
- C. A. R. Hoare (prix Turing 1980)
- John E. Hopcroft
- Richard Manning Karp
- Leslie Lamport
- Butler W. Lampson
- Shigefumi Mori
- Peter Naur
- Louis Nirenberg (prix Abel 2015)
- Andrei Okounkov (médaille Fields 2006)
- Richard Edwin Stearns
- Ivan Sutherland
- Endre Szemerédi
- Robert Endre Tarjan
- John Torrence Tate
- Leslie G. Valiant
- Srinivasa S. R. Varadhan
- Vladimir Voevodsky
- Andrew C. Yao (prix Turing 2000)
- Efim Zelmanov

### 2016
Trois nouveaux lauréats se joignent à ces rencontres : Heisuke Hironaka, Barbara Liskov Andrew Wiles. Les lauréats participants sont :
- Michael Francis Atiyah
- Frederick Brooks
- Vinton Gray Cerf
- Stephen A. Cook
- Gerd Faltings
- Heisuke Hironaka (médaille Fields 1970)
- C. A. R. Hoare
- John E. Hopcroft
- William Morton Kahan
- Leslie Lamport
- Barbara Liskov (prix Turing 2008)
- Shigefumi Mori
- Ngô Bảo Châu
- Raj Reddy
- Joseph Sifakis
- Richard Edwin Stearns
- Ivan Sutherland
- Endre Szemerédi
- Robert Endre Tarjan
- Vladimir Voevodsky
- Andrew Wiles (Plaque argent de l'IMU 1998 / prix Abel 2016)